# Rhodobryum procerum
Rhodobryum procerum là một loài Rêu trong họ Bryaceae. Loài này được (Schimp.) Paris miêu tả khoa học đầu tiên năm 1898.